# Carnicería
Carnicería är en ort i kommunen Temascaltepec i delstaten Mexiko i Mexiko. Samhället hade 217 invånare vid folkräkningen 2020.